# Llista d'ocells de Queensland
Aquesta llista d'ocells de Queensland inclou totes les espècies d'ocells trobats a Queensland: 642, de les quals 22 en són endemismes, 24 es troben globalment amenaçades d'extinció i 11 hi foren introduïdes.
Els ocells s'ordenen per famílies i espècies:

## Struthioniformes

### Casuariidae
- Casuarius casuarius
- Dromaius novaehollandiae

## Craciformes

### Megapodiidae
- Alectura lathami
- Megapodius reinwardt

## Galliformes

### Phasianidae
- Coturnix pectoralis
- Coturnix ypsilophora
- Coturnix chinensis
- Gallus gallus
- Pavo cristatus

## Anseriformes

### Anseranatidae
- Anseranas semipalmata

### Dendrocygnidae
- Dendrocygna guttata
- Dendrocygna eytoni
- Dendrocygna arcuata

### Anatidae
- Cygnus atratus
- Stictonetta naevosa
- Tadorna tadornoides
- Tadorna radjah
- Nettapus pulchellus
- Nettapus coromandelianus
- Chenonetta jubata
- Anas gracilis
- Anas castanea
- Anas platyrhynchos
- Anas superciliosa
- Anas querquedula
- Anas rhynchotis
- Malacorhynchus membranaceus
- Aythya australis
- Oxyura australis
- Biziura lobata

## Turniciformes

### Turnicidae
- Turnix maculosus
- Turnix melanogaster
- Turnix olivii
- Turnix varius
- Turnix pyrrhothorax
- Turnix velox

## Coraciiformes

### Coraciidae
- Eurystomus orientalis

## Coraciiformes

### Alcedinidae
- Alcedo azurea
- Alcedo pusilla

## Coraciiformes

### Halcyonidae
- Dacelo novaeguineae
- Dacelo leachii
- Todiramphus macleayii
- Todiramphus pyrrhopygius
- Todiramphus chloris
- Todiramphus sanctus
- Syma torotoro
- Tanysiptera sylvia

### Meropidae
- Merops ornatus

## Cuculiformes

### Cuculidae
- Cuculus saturatus
- Cuculus optatus
- Cuculus pallidus
- Cacomantis variolosus
- Cacomantis castaneiventris
- Cacomantis flabelliformis
- Chrysococcyx osculans
- Chrysococcyx basalis
- Chrysococcyx lucidus
- Chrysococcyx minutillus
- Eudynamys scolopaceus
- Eudynamys cyanocephalus
- Scythrops novaehollandiae

### Centropodidae
- Centropus phasianinus

## Psittaciformes

### Cacatuidae
- Probosciger aterrimus
- Calyptorhynchus banksii
- Calyptorhynchus lathami
- Calyptorhynchus funereus
- Eolophus roseicapilla
- Cacatua sanguinea
- Cacatua leadbeateri
- Cacatua galerita
- Nymphicus hollandicus

### Psittacidae
- Trichoglossus haematodus
- Trichoglossus chlorolepidotus
- Psitteuteles versicolor
- Glossopsitta concinna
- Glossopsitta pusilla
- Glossopsitta porphyrocephala
- Cyclopsitta diophthalma
- Barnardius zonarius
- Barnardius barnardi
- Platycercus elegans
- Platycercus venustus
- Platycercus eximius
- Platycercus adscitus
- Psephotus varius
- Psephotus haematonotus
- Psephotus chrysopterygius
- Northiella haematogaster
- Neophema bourkii
- Neophema chrysostoma
- Neophema pulchella
- Neophema splendida
- Lathamus discolor
- Melopsittacus undulatus
- Pezoporus wallicus
- Geopsittacus occidentalis
- Geoffroyus geoffroyi
- Eclectus roratus
- Alisterus scapularis
- Aprosmictus erythropterus
- Polytelis alexandrae

## Apodiformes

### Apodidae
- Collocalia esculenta
- Aerodramus terraereginae
- Aerodramus chillagoensis
- Collocalia vanikorensis
- Mearnsia novaeguineae
- Hirundapus caudacutus
- Apus pacificus
- Apus affinis
- Apus nipalensis

## Strigiformes

### Tytonidae
- Tyto tenebricosa
- Tyto multipunctata
- Tyto novaehollandiae
- Tyto longimembris
- Tyto alba

### Strigidae
- Ninox rufa
- Ninox strenua
- Ninox connivens
- Ninox boobook

### Aegothelidae
- Aegotheles cristatus

### Podargidae
- Podargus strigoides
- Podargus ocellatus
- Podargus papuensis

### Eurostopodidae
- Eurostopodus argus
- Eurostopodus mystacalis

### Caprimulgidae
- Caprimulgus macrurus

## Columbiformes

### Columbidae
- Columba livia
- Columba leucomela
- Streptopelia chinensis
- Macropygia phasianella
- Chalcophaps indica
- Phaps chalcoptera
- Phaps elegans
- Phaps histrionica
- Geophaps lophotes
- Geophaps plumifera
- Geophaps scripta
- Geophaps smithii
- Geopelia cuneata
- Geopelia placida
- Geopelia humeralis
- Leucosarcia melanoleuca
- Ptilinopus magnificus
- Ptilinopus superbus
- Ptilinopus regina
- Ptilinopus iozonus
- Ducula mullerii
- Ducula bicolor
- Ducula spilorrhoa
- Lopholaimus antarcticus

## Gruiformes

### Otididae
- Ardeotis australis

### Gruidae
- Grus antigone
- Grus rubicunda

### Rallidae
- Rallina tricolor
- Gallirallus philippensis
- Lewinia pectoralis
- Amaurornis olivacea
- Amaurornis moluccana
- Porzana pusilla
- Porzana fluminea
- Porzana tabuensis
- Porzana cinerea
- Eulabeornis castaneoventris
- Porphyrio porphyrio
- Gallinula tenebrosa
- Gallinula ventralis
- Fulica atra

## Ciconiiformes

### Pedionomidae
- Pedionomus torquatus

### Scolopacidae
- Gallinago hardwickii
- Gallinago megala
- Limnodromus semipalmatus
- Limosa limosa
- Limosa lapponica
- Numenius minutus
- Numenius phaeopus
- Numenius madagascariensis
- Xenus cinereus
- Actitis hypoleucos
- Tringa brevipes
- Tringa incana
- Tringa nebularia
- Tringa flavipes
- Tringa stagnatilis
- Tringa glareola
- Arenaria interpres
- Calidris tenuirostris
- Calidris canutus
- Calidris alba
- Calidris ruficollis
- Calidris subminuta
- Calidris melanotos
- Calidris acuminata
- Calidris ferruginea
- Calidris alpina
- Limicola falcinellus
- Philomachus pugnax
- Phalaropus lobatus
- Phalaropus fulicarius

### Rostratulidae
- Rostratula australis

### Jacanidae
- Irediparra gallinacea

### Burhinidae
- Burhinus grallarius
- Burhinus magnirostris

### Charadriidae
- Vanellus tricolor
- Vanellus miles
- Erythrogonys cinctus
- Pluvialis fulva
- Pluvialis dominica
- Pluvialis squatarola
- Charadrius hiaticula
- Charadrius dubius
- Charadrius ruficapillus
- Charadrius bicinctus
- Charadrius mongolus
- Charadrius leschenaultii
- Charadrius veredus
- Elseyornis melanops
- Peltohyas australis

### Glareolidae
- Stiltia isabella
- Glareola maldivarum

### Laridae
- Stercorarius maccormicki
- Stercorarius skua
- Stercorarius pomarinus
- Stercorarius parasiticus
- Stercorarius longicaudus
- Larus pacificus
- Larus crassirostris
- Larus dominicanus
- Larus novaehollandiae
- Larus atricilla
- Larus pipixcan
- Anous stolidus
- Anous minutus
- Anous tenuirostris
- Procelsterna cerulea
- Gygis alba
- Onychoprion fuscatus
- Onychoprion lunatus
- Onychoprion anaethetus
- Sternula albifrons
- Sternula nereis
- Gelochelidon nilotica
- Hydroprogne caspia
- Chlidonias leucopterus
- Chlidonias hybrida
- Sterna dougallii
- Sterna striata
- Sterna sumatrana
- Sterna paradisaea
- Sterna hirundo
- Thalasseus bergii
- Thalasseus bengalensis

### Accipitridae
- Pandion haliaetus
- Aviceda subcristata
- Lophoictinia isura
- Hamirostra melanosternon
- Elanus axillaris
- Elanus scriptus
- Milvus migrans
- Haliastur sphenurus
- Haliastur indus
- Haliaeetus leucogaster
- Circus approximans
- Circus assimilis
- Accipiter novaehollandiae
- Accipiter fasciatus
- Accipiter cirrocephalus
- Erythrotriorchis radiatus
- Aquila gurneyi
- Aquila audax
- Aquila morphnoides

### Falconidae
- Falco cenchroides
- Falco longipennis
- Falco berigora
- Falco hypoleucos
- Falco subniger
- Falco peregrinus

### Podicipedidae
- Tachybaptus novaehollandiae
- Poliocephalus poliocephalus
- Podiceps cristatus

### Phaethontidae
- Phaethon rubricauda
- Phaethon lepturus

### Sulidae
- Sula dactylatra
- Sula sula
- Sula leucogaster

### Anhingidae
- Anhinga melanogaster

### Phalacrocoracidae
- Phalacrocorax sulcirostris
- Phalacrocorax carbo
- Phalacrocorax varius
- Phalacrocorax melanoleucos

### Ardeidae
- Ardea pacifica
- Ardea sumatrana
- Ardea alba
- Ardea picata
- Egretta intermedia
- Egretta novaehollandiae
- Egretta garzetta
- Egretta sacra
- Bubulcus ibis
- Butorides striata
- Nycticorax caledonicus
- Ixobrychus minutus
- Ixobrychus flavicollis
- Botaurus poiciloptilus

### Threskiornithidae
- Threskiornis molucca
- Threskiornis spinicollis
- Plegadis falcinellus
- Platalea regia
- Platalea flavipes

### Pelecanidae
- Pelecanus conspicillatus

### Ciconiidae
- Ephippiorhynchus asiaticus

### Fregatidae
- Fregata minor
- Fregata ariel'

### Procellariidae
- Macronectes giganteus
- Macronectes halli
- Fulmarus glacialoides
- Daption capense
- Pterodroma macroptera
- Pterodroma rostrata
- Pterodroma lessonii
- Pterodroma inexpectata
- Pterodroma solandri
- Pterodroma neglecta
- Pterodroma arminjoniana
- Pterodroma mollis
- Pterodroma externa
- Pterodroma cervicalis
- Pterodroma cookii
- Pterodroma leucoptera
- Pterodroma nigripennis
- Halobaena caerulea
- Pachyptila vittata
- Pachyptila salvini
- Pachyptila desolata
- Pachyptila belcheri
- Pachyptila turtur
- Bulweria bulwerii
- Procellaria aequinoctialis
- Procellaria parkinsoni
- Calonectris leucomelas
- Puffinus carneipes
- Puffinus pacificus
- Puffinus bulleri
- Puffinus griseus
- Puffinus tenuirostris
- Puffinus nativitatis
- Puffinus huttoni
- Puffinus gavia
- Puffinus assimilis
- Puffinus lherminieri
- Diomedea exulans
- Diomedea epomophora
- Thalassarche chrysostoma
- Thalassarche melanophris
- Thalassarche cauta
- Thalassarche chlororhynchos
- Phoebetria fusca
- Phoebetria palpebrata
- Oceanites oceanicus
- Pelagodroma marina
- Fregetta tropica
- Fregetta grallaria

## Passeriformes

### Pittidae
- Pitta erythrogaster
- Pitta versicolor

### Climacteridae
- Cormobates leucophaea
- Climacteris affinis
- Climacteris erythrops
- Climacteris picumnus
- Climacteris melanurus

### Menuridae
- Menura alberti
- Menura novaehollandiae

### Ptilonorhynchidae
- Ailuroedus melanotis
- Ailuroedus crassirostris
- Ailuroedus dentirostris
- Prionodura newtoniana
- Sericulus chrysocephalus
- Ptilonorhynchus violaceus
- Chlamydera maculata
- Chlamydera nuchalis
- Chlamydera cerviniventris

### Maluridae
- Malurus melanocephalus
- Malurus leucopterus
- Malurus cyaneus
- Malurus splendens
- Malurus lamberti
- Malurus amabilis
- Malurus coronatus
- Stipiturus malachurus
- Stipiturus ruficeps
- Amytornis purnelli
- Amytornis ballarae
- Amytornis striatus
- Amytornis dorotheae
- Amytornis barbatus
- Amytornis goyderi

### Meliphagidae
- Glycichaera fallax
- Lichmera indistincta
- Trichodere cockerelli
- Myzomela obscura
- Myzomela erythrocephala
- Myzomela sanguinolenta
- Certhionyx pectoralis
- Certhionyx niger
- Certhionyx variegatus
- Meliphaga gracilis
- Meliphaga notata
- Meliphaga lewinii
- Lichenostomus frenatus
- Lichenostomus hindwoodi
- Lichenostomus chrysops
- Lichenostomus versicolor
- Lichenostomus fasciogularis
- Lichenostomus virescens
- Lichenostomus flavus
- Lichenostomus unicolor
- Lichenostomus leucotis
- Lichenostomus melanops
- Lichenostomus keartlandi
- Lichenostomus flavescens
- Lichenostomus fuscus
- Lichenostomus plumulus
- Lichenostomus penicillatus
- Xanthotis flaviventer
- Xanthotis macleayanus
- Melithreptus lunatus
- Melithreptus albogularis
- Melithreptus gularis
- Melithreptus brevirostris
- Philemon citreogularis
- Philemon buceroides
- Philemon argenticeps
- Philemon corniculatus
- Phylidonyris novaehollandiae
- Phylidonyris niger
- Phylidonyris albifrons
- Ramsayornis modestus
- Ramsayornis fasciatus
- Plectorhyncha lanceolata
- Conopophila albogularis
- Conopophila rufogularis
- Grantiella picta
- Xanthomyza phrygia
- Acanthorhynchus tenuirostris
- Entomyzon cyanotis
- Manorina melanophrys
- Manorina melanocephala
- Manorina flavigula
- Acanthagenys rufogularis
- Anthochaera carunculata
- Anthochaera chrysoptera
- Epthianura tricolor
- Epthianura aurifrons
- Epthianura crocea
- Epthianura albifrons
- Ashbyia lovensis

### Pardalotidae
- Pardalotus punctatus
- Pardalotus rubricatus
- Pardalotus striatus
- Dasyornis brachypterus
- Oreoscopus gutturalis
- Sericornis citreogularis
- Sericornis frontalis
- Sericornis keri
- Sericornis beccarii
- Sericornis magnirostra
- Pyrrholaemus brunneus
- Chthonicola sagittatus
- Hylacola pyrrhopygia
- Acanthiza reguloides
- Acanthiza katherina
- Acanthiza pusilla
- Acanthiza apicalis
- Acanthiza chrysorrhoa
- Acanthiza uropygialis
- Acanthiza robustirostris
- Acanthiza nana
- Acanthiza lineata
- Smicrornis brevirostris
- Gerygone palpebrosa
- Gerygone olivacea
- Gerygone magnirostris
- Gerygone mouki
- Gerygone fusca
- Gerygone levigaster
- Aphelocephala leucopsis
- Aphelocephala nigricincta

### Petroicidae
- Microeca fascinans
- Microeca flavigaster
- Microeca griseoceps
- Petroica multicolor
- Petroica goodenovii
- Petroica phoenicea
- Petroica rosea
- Melanodryas cucullata
- Tregellasia leucops
- Tregellasia capito
- Eopsaltria australis
- Eopsaltria pulverulenta
- Poecilodryas superciliosa
- Heteromyias albispecularis
- Drymodes superciliaris

### Orthonychidae
- Orthonyx temminckii
- Orthonyx spaldingii

### Pomatostomidae
- Pomatostomus temporalis
- Pomatostomus superciliosus
- Pomatostomus halli
- Pomatostomus ruficeps

### Corvidae
- Psophodes olivaceus
- Psophodes occidentalis
- Psophodes cristatus
- Cinclosoma punctatum
- Cinclosoma castaneothorax
- Cinclosoma cinnamomeum
- Corcorax melanorhamphos
- Struthidea cinerea
- Neositta chrysoptera
- Falcunculus frontatus
- Oreoica gutturalis
- Pachycephala olivacea
- Pachycephala griseiceps
- Pachycephala pectoralis
- Pachycephala melanura
- Pachycephala rufiventris
- Pachycephala lanioides
- Colluricincla megarhyncha
- Colluricincla boweri
- Colluricincla woodwardi
- Colluricincla harmonica
- Corvus orru
- Corvus bennetti
- Corvus coronoides
- Manucodia keraudrenii
- Ptiloris magnificus
- Ptiloris paradiseus
- Ptiloris victoriae
- Cracticus mentalis
- Cracticus torquatus
- Cracticus nigrogularis
- Cracticus quoyi
- Gymnorhina tibicen
- Strepera graculina
- Artamus leucorynchus
- Artamus personatus
- Artamus superciliosus
- Artamus cinereus
- Artamus cyanopterus
- Artamus minor
- Oriolus sagittatus
- Oriolus flavocinctus
- Sphecotheres viridis
- Coracina maxima
- Coracina novaehollandiae
- Coracina lineata
- Coracina papuensis
- Coracina tenuirostris
- Lalage leucomela
- Rhipidura rufiventris
- Rhipidura leucophrys
- Rhipidura phasiana
- Rhipidura fuliginosa
- Rhipidura rufifrons
- Monarcha frater
- Monarcha melanopsis
- Monarcha leucotis
- Monarcha trivirgatus
- Arses telescophthalmus
- Arses lorealis
- Arses kaupi
- Myiagra rubecula
- Myiagra ruficollis
- Myiagra cyanoleuca
- Myiagra inquieta
- Myiagra nana
- Myiagra alecto
- Machaerirhynchus flaviventer
- Grallina cyanoleuca

### Muscicapidae
- Monticola solitarius
- Zoothera lunulata
- Zoothera heinei
- Oenanthe isabellina

### Sturnidae
- Aplonis metallica
- Aplonis cantoroides
- Acridotheres tristis
- Sturnus vulgaris

### Hirundinidae
- Cheramoeca leucosterna
- Hirundo rustica
- Hirundo tahitica
- Hirundo neoxena
- Cecropis daurica
- Petrochelidon ariel
- Petrochelidon nigricans

### Pycnonotidae
- Pycnonotus jocosus

### Cisticolidae
- Cisticola juncidis
- Cisticola exilis

### Zosteropidae
- Zosterops citrinella
- Zosterops luteus
- Zosterops lateralis

### Sylviidae
- Acrocephalus orientalis
- Acrocephalus stentoreus
- Acrocephalus australis
- Megalurus timoriensis
- Megalurus gramineus
- Cincloramphus cruralis
- Cincloramphus mathewsi
- Eremiornis carteri

### Alaudidae
- Mirafra javanica

### Nectariniidae
- Dicaeum geelvinkianum
- Dicaeum hirundinaceum
- Cinnyris jugularis

### Passeridae
- Passer domesticus
- Emblema pictum
- Stagonopleura guttata
- Neochmia temporalis
- Neochmia phaeton
- Neochmia ruficauda
- Neochmia modesta
- Taeniopygia guttata
- Taeniopygia bichenovii
- Poephila personata
- Poephila acuticauda
- Poephila cincta
- Erythrura trichroa
- Chloebia gouldiae
- Lonchura punctulata
- Lonchura castaneothorax
- Heteromunia pectoralis[1]